# 에우리디케 2세
에우리디케(고대 그리스어: Eυρυδικη, 라틴어: Eurydice, ? - 기원전 317년)는 마케도니아 왕국 아민타스 4세와 키나네(필리포스 2세와 첫 부인인 아우다타의 딸)의 딸로 필리포스 2세의 아들 필리포스 3세의 왕비이다. 알렉산더 대왕의 급사로 야기된 왕위 계승 문제를 두고 왕비 록사네(알렉산더 4세의 모후)를 지지한 태후 올림피아스와 갈등을 겪는다. 알렉산더 대왕의 사후 제국의 패권을 두고 발발된 제1차와 제2차 디아도코이 전쟁에서 중요한 역할을 한 인물 중 하나가 된다.

## 생애
에우리디케는 원래 ‘아데아’(Adea)라는 이름이었지만, 언제부터인지는 모르겠지만 에우리디케로 바뀌었다. 그녀는 군사적 소양이 있었던 어머니 키나네에 의해 길러졌고, 그녀에게서 전술을 배워 용감한 여성으로 성장하였고, 이후 올림피아스와 싸울 때 갑옷을 입고 싸웠다.
기원전 323년에 알렉산더 대왕이가 갑작스럽게 사망하자, 차기 왕을 누가 결정할 것인지가 문제가 되었다. 그래서 에우리디케는 키나네와 동행하여 아시아로 건너갔다. 그러나 키나네는 바빌론 회의 결과 섭정이 된 유력 귀족 페르디카스의 동생 아르케타스에게 피살당했다. 이 사건으로 군이 분개하자 그 사태를 진정시키기 위해 (아마 페르디카스의 주선으로 그 보상을 위해) 에우리디케는 왕에 즉위한 대왕의 이복형제 필리포스 3세와 결혼을 하게 되었다. 필리포스 3세는 정신장애를 가지고 있었기 때문에, 그로인해 여성인 에우리디케가 정치를 주도적으로 활동할 수 있는 장이 마련된 것이다.
기원전 321년에 페르디카스가 여러 장군의 공격을 받고 살해되자, 트리파라디소스에서 새로운 체제를 결정하기 위한 회의가 개최되었다. (트리파라디소스 회의). 여기서 에우리디케는 페이톤과 아리다이오스의 새로운 섭정을 정하는데 자신의 허락없이 아무것도 결정하게할 수 없다고 주장했다. 이에 따라 실력이 부족했던 섭정 두 사람이 사임을 했고, 대신 필리포스 2세 때부터 섬겨온 중신 안티파트로스가 다음 후보에 올라왔다. 에우리디케는 아스크레피오도로스에 의해 대필되었다는 안티파트로스의 탄핵 연설을 군 집회에서 하자 군인들이 어수선해졌기 때문에 안티파트로스는 간신히 그 자리를 도망쳤다. 하지만 장군들과 귀족이었던 기병들의 지지를 받은 안티파트로스는 소동을 진압하고, 섭정으로 취임했기 때문에 에우리디케의 권력 탈취 시도는 실패로 끝났다.
그후, 에우리디케는 남편과 함께 마케도니아로 돌아왔다. 기원전 319년에 안티파트로스가 병사하자 에우리디케는 다시 활동을 시작했다. 안티파트로스로부터 후계자로 지명된 폴리페르콘과 대왕의 모후 올림피아스와 안티파트로스의 아들로 내심 아버지의 뒤를 이을거라 생각했던 카산드로스 사이에서 갈등이 심해졌다. 이때 에우리디케는 카산드로스와 손을 잡았다. 에우리디케는 폴리페르콘 군을 카산드로스에게 넘기라는 편지를 쓰고 기원전 317년에 올림피아스와 한바탕 싸우기 위해 거병을 했다. 그러나 에피로스에 있던 올림피아스가 알렉산더 대왕의 어린 아들 알렉산더 4세를 받들어 귀국하자 병사들은 에우리디케를 버리고, 싸움을 포기하고 태후인 올림피아스에게 항복한다. 에우리디케는 남편과 함께 암피폴리스로 가는 길 위에서 붙잡히게 된다.
에우리디케는 올림피아스에 의해 남편과 함께 좁은 감옥에 감금되었다. 그리고 올림피아스는 에우리디케에게 칼, 포승줄, 몇 개의 독이 든 당근을 보내 죽음을 명령했다. 이 처사에 대해 에우리디케는 올림피아스가 자신과 비슷한 운명을 걷지 않기를 기도를 했다. 이후에 이미 살해된 남편 몸의 상처를 닦고 “운명을 한탄할 것도 없고, 불운의 무게에 굴하지도 않겠다”는 말을 남기고 올가미에 목을 매달아 목숨을 끊었다.
그후, 카산드로스가 에우리디케와 필리포스 3세, 그리고 키나네를 위해 장례식을 치뤘고, 그들은 베르기나의 왕묘에 매장되었다.